# Капис (спутник Энея)
Капис, Капий (греч. Κάπυς) — герой поэмы Вергилия «Энеида». Предлагал низвергнуть троянского коня в море. Троянец, по другим представлениям, из самнитов.
Согласно поэме, после падения Трои стал спутником Энея.  В Древнем Риме патриции считали себя потомками энеатов — спутников Энея. 
Убил в бою Приверна. Завладел Кампанией, получившей от него имя. Основатель Капуи.
Согласно другой традиции, основал Капую Ромос, один из сыновей Энея. Город получил название, похожее на имя его собственного прадеда (его отец Эней - сын Анхиса, внук Каписа. Эней именем деда назвал основанный им городок Капии в Аркадии). 